# Patricia Espinosa
Pour les articles homonymes, voir Espinosa.
Patricia Espinosa Cantellano (née le 21 octobre 1958 à Mexico) est une femme politique mexicaine. Depuis 2016, elle est secrétaire exécutive de la Convention-cadre des Nations unies sur les changements climatiques.
De 2006 à 2012, elle est secrétaire des Relations extérieures.

## Biographie
En 1987, elle obtient un diplôme de l'Institut de hautes études internationales et du développement. 
Elle est ambassadrice mexicaine en Allemagne de janvier 2001 à juin 2002 et en Autriche de juin 2002 à novembre 2006 puis Secrétaire des Affaires étrangères du Mexique entre 2006 et 2012.
Elle est élue secrétaire exécutive de la Convention-cadre des Nations unies sur les changements climatiques le 18 mai 2016. Elle entre en fonction le 18 juillet 2016.